# Sociedad Deportiva Ceuta
La Sociedad Deportiva Ceuta fue un club de fútbol de la ciudad de Ceuta, España. Fue fundado en 1932 como Ceuta Sport por la fusión del Cultura Sport Ceutí y el Ceuta Foot-ball Club. En 1941 cambió su nombre a Sociedad Deportiva Ceuta. En 1956 se fusionó con el Club Atlético Tetuán, dando origen al Club Atlético de Ceuta.

## Historia
En los años 1920 y principios de los años 1930 dos sociedades destacaban competitivamente en el fútbol ceutí: el Cultura Sport Ceutí (fundado en 1920) y el Ceuta Foot-ball Club (fundado en 1922). Su supremacía quedó patente en la primera edición del Campeonato Regional Hispanomarroquí, disputado la temporada 1931-32, en el que finalizaron como campeón y subcampeón, respectivamente. Tras esa campaña, ambos clubes se fusionaron, dando origen al Ceuta Sport. El nuevo club mantuvo los colores blancos del uniforme del Cultura Sport Ceutí, así como su sede social, en la calle Cervantes de Ceuta. El 18 de agosto de 1933 estrenó el nuevo Stadium Municipal, conocido como El Docker, con un partido amistoso ante el África Sport Club.
La temporada 1933-34 se proclamó campeón regional hispamarroquí, lo que le permitió disputar el Campeonato de España (actual Copa del Rey), siendo el primer equipo ceutí de la historia en participar en este torneo. El Ceuta Sport debutó enfrentándose al Sevilla FC en los dieciseisavos de final. En el partido de ida, disputado en Ceuta, los locales, que habían remontado un 0-2 con dos goles de Rey y otro de Concuberta, vieron como los hispalenses empataban a tres en las postrimerías del encuentro. En el partido de vuelta los andaluces lograron una contundente victoria por 5-0. La alineación de los norteafricanos en la ida estuvo integrada por Gómez; San Juan, Barrientos; Caliani, Concuberta, Alfonso Murube; Baena, Díaz, Muñoz, Rey y Roberto. En el encuentro de vuelta Lezme, Morales y Praderso reemplazaron a Concuberta, Baena y Roberto.
El Ceuta Sport repitió su triunfo en el Campeonato Hispanomarroquí en 1935, el último celebrado antes del paréntesis de la guerra civil española. En el Campeonato de España, que estrenó nuevo formato, los caballa tuvieron que sortear varias eliminatorias preliminares. Tras superar al Victoria de Las Palmas (2-0 y 1-2) en la fase previa, fueron apeados en la fase intermedia por el Betis Balompié. Los andaluces, que se acababan de proclamar campeones de liga, barrieron a los norteafricanos (6-0) en un partido disputado en el campo del Mirandilla de Cádiz.

En 1939 la reconstituida Federación Española puso en marcha la primera competición nacional tras el paréntesis de la Guerra Civil: la Copa del Generalísimo, torneo continuador del Campeonato de España. Los participantes fueron decididos en campeonatos regionales aunque, debido a la reciente finalización de la contienda, no todas la federaciones territoriales pudieron enviar un participante. Aunque el Campeonato Hispanomarroquí no se disputó, el Ceuta Sport participó con los equipos andaluces en el Campeonato Sur, finalizando por detrás del Sevilla FC y el Betis Balompié, que obtuvieron las dos plazas de acceso a la Copa del Generalísimo. Sin embargo, el club ceutí se benefició de una invitación para disputar el torneo, otorgada por la Federación Española "para premiar al deporte de nuestra zona de Protectorado en Marruecos, en la que se inició el Movimiento que ha salvado a la Patria".
En la primera eliminatoria, disputada en mayo de 1939, el Ceuta Sport quedó emparejado con el Sevilla FC, a la postre ganadores del torneo. En el partido de ida, disputado en Ceuta, los locales llegaron a dominar por 3-1 al descanso -con dos goles de Tatono y otro de Acosta-, pero el Sevilla FC dio la vuelta al marcador en la segunda mitad (3-4). En el partido de vuelta los sevillistas volvieron a vencer por 2-1, marcando Tatono el gol del Ceuta Sport.
La temporada 1939-40 el Ceuta Sport se consagró como el equipo más laureado del Campeonato Hispanomarroquí, al lograr su tercer título en la última edición del torneo. En la Copa del Generalísimo fueron apeados en la primera eliminatoria por el Betis (0-1 en Ceuta y 4-1 en Sevilla). En diciembre de 1939 volvió a ponerse en marcha en Campeonato Nacional de Liga. Como ya había pasado unos meses antes, el Ceuta Sport se benefició de una invitación de la Federación Española para participar en la Segunda División, junto con otro equipo hispanomarroquí, el Tánger FC. Ambos quedaron encuadrados en el grupo 5, con otros seis equipos andaluces. El Ceuta Sport tuvo un discreto debut en categoría nacional, finalizando la liga en penúltima posición, solo por delante del EHA de Tánger.

### Cambio de denominación a Sociedad Deportiva Ceuta.
La temporada 1940-41 la Real Federación Española de Fútbol reintrodujo la Tercera División, que en realidad era una fase de ascenso a Segunda, en la que participaron equipos clasificados en sus respectivos campeonatos regionales. El Ceuta Sport tomó parte como vigente campeón hispanomarroquí. Tras proclamarse campeones del Grupo 3 de la Zona B, los norteafricanos participaron en una liguilla final, con el CD Constancia y el Elche CF, obteniendo un segundo puesto que les dio el ascenso a Segunda División. A mitad de esa campaña entró en vigor la Ley de Asociaciones, por Decreto del 21 de enero de 1941 del Ministerio de la Gobernación, que obligaba al uso del castellano y prohibía los extranjerismos en las denominaciones de las asociaciones, lo que obligó al Ceuta Sport a renombrarse como Sociedad Deportiva Ceuta.
El equipo asciende por primera vez a segunda división, la temporada 41-42. La S.D. Ceuta jugó siete temporadas en Segunda División y en la temporada 42-43, quedó campeón de su grupo (por aquel entonces la segunda la componían tres grupos), seguido del Jerez y ambos jugaron la liguilla de ascenso a Primera. Esa misma temporada protagonizó su mejor actuación en la Copa, alcanzando los cuartos de final, donde fue eliminado por el CF Barcelona. Después de eliminar al Betis, al que venció en el partido de ida por cuatro goles a cero y tras empatar a un tanto en el feudo verdiblanco, el sorteo deparó al Barça como rival. Los azulgranas superaron la eliminatoria al imponerse en ambos partidos. En el choque de ida disputado el 23 de mayo de 1943 en el Campo de Les Corts, el FC Barcelona se impuso por cinco goles a dos, dejando encarrilada su clasificación para las semifinales. Pese a la abultada derrota el conjunto caballa causó una grata impresión en tierras catalanas (de hecho la crónica del partido reflejaba que “el encuentro ha sido más competido y difícil de resolver para el Barcelona que lo que cabía esperar dada la diferencia de categoría de ambos equipos”). El choque comenzó bastante mal para los ceutíes, puesto apenas se había cumplido el primer minuto de juego y el conjunto catalán ya había logrado abrir el marcador por mediación de Valle. El gol parecía el preludio de una goleada, pero la S.D. Ceuta dos minutos después respondía al tanto local anotando el empate a uno. Tavilo aprovechaba una indecisión de la defensa y el cancerbero azulgrana para establecer la igualada. El choque se equilibró tras este gol. Según recoge la crónica: “por primera vez esta temporada se vio al Barcelona nervioso y desconcertado”. Sin embargo, el Barcelona se volvía a adelantar en el marcador gracias al tanto que marcaba Valle (minuto 10). El conjunto local aumentó su ventaja en el minuto 32 al anotar Escolá el 3-1. Y poco antes del descanso dejaba sentenciado el partido logrando por mediación de Martín el 4-1 con el que concluía la primera parte. Nada más comenzar el segundo período, la S.D. Ceuta acortaba distancias. Arnau anotaba el cuatro a dos. A lo largo de esta segunda mitad se lesionaba el guardameta ceutí Comas, circunstancia que obligó al medio-ala Gil a situarse bajo palos. Ya con diez jugadores el cuadro "caballa" encajaba el definitivo 5-2. Por parte ceutí jugaron: Comas; Telechía, Gonzalvo; Rosado, Melito, Gil; Abad, Oramas, Tavilo, Arnau y Morla. El FC Barcelona presentó el siguiente once inicial: Miró; Benito, Curtá; Raich, Rosalench, Calvet; Sospedra, Escolá, Martín, César y Valle.
El partido de vuelta supuso una revolución en Ceuta, fue un verdadero acontecimiento. El 30 de mayo de 1943 se disputaba en el Estadio Alfonso Murube el choque de vuelta que acabó con victoria blaugrana por dos goles a cuatro. Si bien la derrota de la ida parecía concluyente, el buen inicio de partido realizado por el equipo "caballa" permitió soñar con una épica remontada. Apenas había transcurrido un minuto de juego cuando la S.D. Ceuta lograba el primer tanto del partido por mediación de Morla. El conjunto local no pudo aprovechar la superioridad mostrada durante los primeros veinticinco minutos para haber aumentado su ventaja. Además sufrió un hándicap importante al lesionarse Morla, uno de sus futbolistas más destacados. La ausencia del delantero ceutí propició la remontada del Barcelona que le dio la vuelta al marcador por mediación de Martín (35’) y Escolá (37’). Con el 1-2 finalizó la primera parte. En el segundo período, el dominio del conjunto azulgrana no impidió que Abad empatara a dos. El Barcelona sentenciaba la eliminatoria con dos nuevos goles. En el minuto 70, Martín hacía el tercer tanto visitante y César anotaba el definitivo 2-4. Según viene recogido en la crónica del partido, el colegiado no estuvo acertado equivocándose en la anulación de un gol al ceutí Tavilo, y no señalar varios posibles penalties en al área visitante. El Ceuta puso en liza el siguiente once inicial: Rubio; Telechía, Gonzalvo; Rosado, Melito, Gil; Abad, Oramas, Tevilo, Arnau y Morla. Por su parte, el FC Barcelona jugó con el siguiente once inicial: Miró, Benito, Curta; Raich, Rosalench, Calvet; Valle, Escolá, Martín, César y el ceutí Bravo.
Ese mismo año, con diferencia el más laureado de su historia, la S.D. Ceuta juega la fase de ascenso a Primera División en la que el equipo "caballa" quedó en quinta posición. Sus rivales por orden de clasificación fueron los siguientes: Sabadell y Real Sociedad, los que ascendieron a primera. Valladolid y Gijón, que jugaron la promoción y la perdieron contra: Español y Granada. Por último quedaron la SD Ceuta y el Jerez. La temporada 43-44, queda el noveno, en una liga ganada por el Gijón, seguido por el Murcia, que ascienden a primera. En la siguiente 44-45, cerró la clasificación bajando de nuevo a tercera. No vuelve a ascender, hasta la temporada 50-51, cuando desde el año anterior, la Segunda División la componían dos grupo de quince equipos; el Norte y el Sur, que es donde le corresponde jugar. Ese año queda penúltimo y desciende y no vuelve a subir de nuevo hasta la fusión con el equipo de Tetuán.
Cuando la S.D. Ceuta jugaba en Tercera División y al coincidir con el Protectorado de España en Marruecos, la mayoría de los equipos eran de allí: en Tetuán había tres equipos llamados Atlético, el Español y el Magret. En Tánger estaban el España y la Sevillana, y otros rivales eran el Larache, Alcazarquivir, Alcazarseguer, Melilla FC (el único que sigue actualmente en Segunda División "B" bajo la denominación de Unión Deportiva Melilla), etcétera. Otro rival de postín era la Unión África Ceutí. 
En la memoria histórica de los aficionados veteranos aún resuenan los nombre de los grandes jugadores han pasado por este equipo. José María Fortes Castillo cita en su blog: "Alfonso Murube, Manuel Méndez -capitán-, Gómez -Bacalao-, Foncuberta, Morales y Botella, desde el Cultura. Más recientes Pepe Bravo (que llegó a internacional con el FC Barcelona), Paco Lesmes quien jugó después en el Real Valladolid y debutó con la selección nacional en el año 1954, el catalán Gonzalvo II (que jugó en Ceuta mientras cumplía el servicio militar y fue internacional posteriormente cuando jugaba con el FC Barcelona), Gil, Guerrero, Oramas, Martínez, Domínguez, Juncosa y con los que tuve la suerte de viajar: Taula Biedma, Rigaud, Pilín, Santín, Duo, Arias, Bordonoba, Irazoqui, Barranco, Jiménez, Andreus, Teo, Anta,  etc.". Para final, este autor deja a los que considera "más entrañables: Zamorita -que grandísima persona-, Pepín -mi estimado Pepín Bonmati, en ocasiones lateral izquierdo, y otras de central con dorsal número 3, dejó KO al Chicha en Tetuán de un puñetazo, y en otra ocasión termino un partido con el brazo roto en un encontronazo contra el Tetuan, en el mejor momento de su carrera tuvo una oferta del Valladolid de entonces, en primera división, pero debido a una lesión no pudo acabar fichando por este-, Paz -el “chuli”, y el mejor delantero centro que ha tenido el Ceuta en todos los tiempos: Natalio -”el Calvo”; Pedrín -la mejor pierna izquierda-; y mi gran ídolo: mi primo Cayetano Cuesta".
Con la independencia de Marruecos, la S.D. Ceuta se fusionó con el Atlético Tetuán y formó el Club Atlético de Ceuta, que llegó a jugar varias temporadas en la Segunda División de España. Su mejor clasificación fue el subcampeonato en la temporada 1960-61, lo que le permitió disputar la promoción de ascenso a Primera División, pero fue derrotado por el Elche CF.

## Datos del club
- Temporadas en 1.ª: 0
- Temporadas en 2.ª: 7
- Temporadas en 2.ªB: 0
- Temporadas en 3.ª: 10
- Participaciones en la Copa del Rey: 12[4]
- Mejor clasificación en la Copa: Cuartos de final, temporada 1942-43

## Uniforme
- Uniforme titular: Camiseta blanca, pantalón blanco y medias negras.

## Estadio
La Sociedad Deportiva Ceuta jugó sus primeros partidos en el Campo de la Hípica, también conocido como La Puntilla (ese estadio estaba en la parte trasera del Centro Cultural de los Ejércitos -la Hípica- y la Colonia Weill). Luego pasó a jugar en el Estadio Municipal de Deportes, inaugurado en 1933 como Stadium Municipal con un partido entre una selección ceutí y el Real Murcia. El recinto fue conocido por varios nombre populares, como El Docker o El Otero, por estar situado en dicha calle. En 1942, por iniciativa del Ceuta Sport, el estadio se renombró como Alfonso Murube, como homenaje a este exjugador del club caballa que había falleció en Aranjuez durante la guerra civil española.
El Municipal Alfonso Murube tenía capacidad para 4000 espectadores, que se amplió a 6200 tras la Guerra Civil.

## Palmarés

### Torneos regionales
- Campeonato Regional Hispanomarroquí (4): 1934,[5] 1935, 1939 y 1940.

### Campeonatos nacionales
- Liga de Segunda División (1): 1943.
- Liga de Tercera División (3): 1950, 1955, 1956.